# Science Debate 2008
Il Science Debate 2008 è stata un'iniziativa sviluppata sul web senza fini di lucro, allo scopo di aprire un dibattito pubblico in cui i candidati per le elezioni presidenziali 2008 negli Stati Uniti d'America hanno risposto a questioni relative all'ambiente, alla salute, alla medicina, alla scienza e alla tecnologia.
Il lavoro fu co-presieduto da rappresentanti della Camera dei Rappresentanti degli Stati Uniti (Vernon Ehlers J. e Rush D. Holt, Jr.) e dal comitato direttivo formato da: Chris Mooney, Matthew Chapman, Arne Carlson, Lawrence M. Krauss, Sheril Kirshenbaum, John Rennie, e Shawn Lawrence Otto.

## Storia
Nel novembre del 2007, un gruppo di 6 cittadini (due sceneggiatori, un fisico, un biologo marino, un filosofo e un giornalista scientifico) iniziò a lavorare per il "Science Debate 2008", ponendosi l'obiettivo di ripristinare la scienza e l'innovazione per gli Stati Uniti d'America.
Science Debate 2008 raccolse 34 milioni di proposte di domande da fare ai candidati, selezionandone 14, ritenute sufficienti per consentire ampie variazioni nella risposta.
Uno dei punti chiave del Science Debate 2008 è: "L'America sta perdendo il primato nella competitività ?".
Il 18 aprile furono invitati i quattro maggiori candidati per le elezioni del 2008 (Hillary Clinton, Barack Obama, Mike Huckabee e John McCain) per discutere di questioni scientifiche e tecnologiche al Franklin Institute di Filadelfia, ma nessun candidato accettò di partecipare al dibattito.
Un secondo invito fu inviato, proponendo un dibattito televisivo a Portland State University, il 2 maggio, 9 maggio, o il 16 maggio, per discutere delle loro strategie politiche per le questioni scientifiche e tecnologiche che determinano la salute economica, umana ed ecologica, sia a livello nazionale (cioè degli Stati Uniti d'America) che a livello mondiale.
John McCain e Barack Obama non furono d'accordo sui dibattiti televisivi, ma intervennero sul web, e Obama in particolare disse che il programma di Science Debate poteva costituire una base iniziale per la sua politica scientifica.

## Gli impegni degli intervistati
Barack Obama si impegnò, nel caso fosse stato eletto, di eliminare le restrizioni sui finanziamenti federali per la ricerca sulle cellule staminali embrionali (in vigore dal 9 agosto 2001) e che avrebbe garantito che tutte le ricerche sulle cellule staminali sarebbero state condotte eticamente e sotto vigilanza rigorosa (domanda 8).
Il presidente Obama si impegnò inoltre a ripristinare l'integrità della scienza del governo, motivazione principale alla base dell'iniziativa del Science Debate 2008.

## Sostenitori dell'iniziativa
Nonostante l'assenza di pubblicità, di sostegno finanziario e di scarsa attenzione da parte dei mass media, l'iniziativa ottenne oltre 800 milioni di contatti sul web e fu sostenuta da 37.000 firmatari individuali.
Tra questi:
- 80 rettori universitari (tra cui i presidenti delle seguenti università: Harvard, MIT, Stanford, Duke, Columbia, New York University, Princeton, Dartmouth, l'Università della Pennsylvania, e Brown);
- gli amministratori delegati di aziende come Intel e Texas Instruments;
- oltre 20 premi Nobel;
- scienziati;
- ingegneri;
- le principali organizzazioni scientifiche americane (tra queste: la Carnegie Institution di Washington, l'Associazione Americana per l'Avanzamento della Scienza, la National Academy of Sciences, l'Union of Concerned Scientists, la Società Biofisica, e l'Associazione delle donne nella scienza).

Science Debate 2008 ricevette inoltre l'attenzione dei media da parte di centinaia di punti vendita negli Stati Uniti e in tutto il mondo, tra cui MSNBC, Science Friday, Wired.com, EarthSky, come nonché la redazione di Scientific American e della Science.
Molti dei primi sostenitori di Science Debate 2008 sono nell'amministrazione Obama: il segretario dell'Energia Steven Chu, il direttore della NOAA Jane Lubchenco e l'assessore alla Scienza John Holdren.